# Złote sidła (film)
Złote sidła (ang. Trouble in Paradise) – amerykański film z 1932 roku w reżyserii Ernsta Lubitscha.

## Wyróżnienia
| Rok wpisania | National Film Registry |
| ------------ | --- |
| 1991         | Lista filmów budujących dziedzictwo kulturalne USA utworzona przez National Film Preservation Board i przechowywana w Bibliotece Kongresu Stanów Zjednoczonych |